# Distaplia tokioka
Distaplia tokioka är en sjöpungsart som beskrevs av Kott 1990. Distaplia tokioka ingår i släktet Distaplia och familjen Holozoidae. Inga underarter finns listade i Catalogue of Life.